# Grand Prix-wegrace van Indianapolis 2009
De Grand Prix-wegrace van Indianapolis 2009 was de twaalfde race van het wereldkampioenschap wegrace-seizoen 2009. De race werd verreden op 30 augustus 2009 op de Indianapolis Motor Speedway in Speedway, Indiana, Verenigde Staten.

## Uitslag

### MotoGP
| Pos | Nr | Rijder           | Constructeur | Rondes | Tijd        | Grid | Punten |
| --- | -- | ---------------- | ------------ | ------ | ----------- | ---- | ------ |
| 1   | 99 | Jorge Lorenzo    | Yamaha       | 28     | 47:13.592   | 2    | 25     |
| 2   | 15 | Alex de Angelis  | Honda        | 28     | +9.435      | 4    | 20     |
| 3   | 69 | Nicky Hayden     | Ducati       | 28     | +12.947     | 6    | 16     |
| 4   | 4  | Andrea Dovizioso | Honda        | 28     | +13.478     | 8    | 13     |
| 5   | 5  | Colin Edwards    | Yamaha       | 28     | +26.254     | 5    | 11     |
| 6   | 52 | James Toseland   | Yamaha       | 28     | +32.408     | 10   | 10     |
| 7   | 65 | Loris Capirossi  | Suzuki       | 28     | +34.400     | 11   | 9      |
| 8   | 36 | Mika Kallio      | Ducati       | 28     | +34.856     | 15   | 8      |
| 9   | 24 | Toni Elías       | Honda        | 28     | +45.005     | 7    | 7      |
| 10  | 3  | Dani Pedrosa     | Honda        | 28     | +45.377     | 1    | 6      |
| 11  | 7  | Chris Vermeulen  | Suzuki       | 28     | +45.478     | 14   | 5      |
| 12  | 14 | Randy de Puniet  | Honda        | 28     | +52.294     | 12   | 4      |
| 13  | 44 | Aleix Espargaró  | Ducati       | 28     | +1:03.552   | 16   | 3      |
| 14  | 41 | Gábor Talmácsi   | Honda        | 28     | +1:15.086   | 17   | 2      |
| DNF | 33 | Marco Melandri   | Kawasaki     | 25     | Ongeluk     | 9    |        |
| DNF | 88 | Niccolò Canepa   | Ducati       | 23     | Uitgevallen | 13   |        |
| DNF | 46 | Valentino Rossi  | Yamaha       | 12     | Ongeluk     | 3    |        |

### 250 cc
| Pos | Nr | Rijder              | Constructeur | Rondes | Tijd        | Grid | Punten |
| --- | -- | ------------------- | ------------ | ------ | ----------- | ---- | ------ |
| 1   | 58 | Marco Simoncelli    | Gilera       | 26     | 45:43.599   | 3    | 25     |
| 2   | 4  | Hiroshi Aoyama      | Honda        | 26     | +1.943      | 2    | 20     |
| 3   | 19 | Álvaro Bautista     | Aprilia      | 26     | +4.661      | 6    | 16     |
| 4   | 63 | Mike Di Meglio      | Aprilia      | 26     | +12.776     | 1    | 13     |
| 5   | 15 | Roberto Locatelli   | Gilera       | 26     | +15.475     | 12   | 11     |
| 6   | 40 | Héctor Barberá      | Aprilia      | 26     | +19.471     | 4    | 10     |
| 7   | 52 | Lukáš Pešek         | Aprilia      | 26     | +22.682     | 11   | 9      |
| 8   | 55 | Héctor Faubel       | Honda        | 26     | +32.809     | 10   | 8      |
| 9   | 12 | Thomas Lüthi        | Aprilia      | 26     | +49.321     | 14   | 7      |
| 10  | 17 | Karel Abraham       | Aprilia      | 26     | +49.845     | 16   | 6      |
| 11  | 35 | Raffaele De Rosa    | Honda        | 26     | +53.567     | 15   | 5      |
| 12  | 25 | Alex Baldolini      | Aprilia      | 26     | +1:29.717   | 13   | 4      |
| 13  | 53 | Valentin Debise     | Honda        | 26     | +1:37.837   | 17   | 3      |
| 14  | 7  | Axel Pons           | Aprilia      | 26     | +1:46.672   | 18   | 2      |
| 15  | 56 | Vladimir Leonov     | Aprilia      | 26     | +1:46.821   | 21   | 1      |
| 16  | 11 | Balázs Németh       | Aprilia      | 25     | +1 ronde    | 20   |        |
| 17  | 10 | Imre Tóth           | Aprilia      | 25     | +1 ronde    | 19   |        |
| 18  | 29 | Barrett Long        | Yamaha       | 25     | +1 ronde    | 25   |        |
| 19  | 30 | Adam Roberts        | Yamaha       | 25     | +1 ronde    | 23   |        |
| DNF | 14 | Ratthapark Wilairot | Honda        | 23     | Uitgevallen | 9    |        |
| DNF | 6  | Alex Debón          | Aprilia      | 18     | Ongeluk     | 8    |        |
| DNF | 16 | Jules Cluzel        | Aprilia      | 7      | Ongeluk     | 5    |        |
| DNF | 75 | Mattia Pasini       | Aprilia      | 5      | Uitgevallen | 7    |        |
| DNF | 8  | Bastien Chesaux     | Honda        | 0      | Ongeluk     | 22   |        |
| WD  | 48 | Shoya Tomizawa      | Honda        | 0      | Blessure    |      |        |

### 125 cc
| Pos | Nr | Rijder             | Constructeur | Rondes | Tijd        | Grid | Punten |
| --- | -- | ------------------ | ------------ | ------ | ----------- | ---- | ------ |
| 1   | 44 | Pol Espargaró      | Derbi        | 23     | 42:07.925   | 4    | 25     |
| 2   | 38 | Bradley Smith      | Aprilia      | 23     | +0.120      | 5    | 20     |
| 3   | 24 | Simone Corsi       | Aprilia      | 23     | +0.448      | 6    | 16     |
| 4   | 18 | Nicolás Terol      | Aprilia      | 23     | +1.613      | 3    | 13     |
| 5   | 60 | Julián Simón       | Aprilia      | 23     | +1.801      | 1    | 11     |
| 6   | 93 | Marc Márquez       | KTM          | 23     | +19.345     | 9    | 10     |
| 7   | 17 | Stefan Bradl       | Aprilia      | 23     | +19.358     | 15   | 9      |
| 8   | 6  | Joan Olivé         | Derbi        | 23     | +25.611     | 10   | 8      |
| 9   | 73 | Takaaki Nakagami   | Aprilia      | 23     | +29.240     | 19   | 7      |
| 10  | 77 | Dominique Aegerter | Derbi        | 23     | +29.707     | 17   | 6      |
| 11  | 99 | Danny Webb         | Aprilia      | 23     | +30.464     | 11   | 5      |
| 12  | 94 | Jonas Folger       | Aprilia      | 23     | +44.460     | 21   | 4      |
| 13  | 39 | Luis Salom         | Aprilia      | 23     | +44.549     | 20   | 3      |
| 14  | 71 | Tomoyoshi Koyama   | Loncin       | 23     | +45.328     | 16   | 2      |
| 15  | 33 | Sergio Gadea       | Aprilia      | 23     | +45.435     | 7    | 1      |
| 16  | 88 | Michael Ranseder   | Aprilia      | 23     | +45.479     | 14   |        |
| 17  | 8  | Lorenzo Zanetti    | Aprilia      | 23     | +45.998     | 24   |        |
| 18  | 11 | Sandro Cortese     | Derbi        | 23     | +53.791     | 2    |        |
| 19  | 16 | Cameron Beaubier   | KTM          | 23     | +1:01.179   | 23   |        |
| 20  | 12 | Esteve Rabat       | Aprilia      | 23     | +1:02.814   | 22   |        |
| 21  | 7  | Efrén Vázquez      | Derbi        | 23     | +1:14.891   | 8    |        |
| 22  | 69 | Lukáš Šembera      | Aprilia      | 23     | +1:16.320   | 28   |        |
| 23  | 14 | Johann Zarco       | Aprilia      | 23     | +1:31.218   | 13   |        |
| 24  | 87 | Luca Marconi       | Aprilia      | 23     | +1:31.569   | 27   |        |
| 25  | 10 | Luca Vitali        | Aprilia      | 23     | +1:51.274   | 31   |        |
| DNF | 29 | Andrea Iannone     | Aprilia      | 20     | Uitgevallen | 12   |        |
| DNF | 35 | Randy Krummenacher | Aprilia      | 17     | Ongeluk     | 25   |        |
| DNF | 45 | Scott Redding      | Aprilia      | 11     | Uitgevallen | 26   |        |
| DNF | 5  | Alexis Masbou      | Loncin       | 7      | Uitgevallen | 29   |        |
| DNF | 74 | Ben Young          | Aprilia      | 3      | Uitgevallen | 32   |        |
| DNF | 32 | Lorenzo Savadori   | Aprilia      | 3      | Uitgevallen | 18   |        |
| DNF | 75 | Miles Thornton     | Aprilia      | 1      | Ongeluk     | 30   |        |

## Tussenstand na wedstrijd

### MotoGP
| Pos | Nr | Rijder          | Team   | Punten |
| --- | -- | --------------- | ------ | ------ |
| 1   | 46 | Valentino Rossi | Yamaha | 212    |
| 2   | 99 | Jorge Lorenzo   | Yamaha | 187    |
| 3   | 27 | Casey Stoner    | Ducati | 150    |
| 4   | 3  | Dani Pedrosa    | Honda  | 141    |
| 5   | 5  | Colin Edwards   | Yamaha | 123    |

### 250 cc
| Pos | Nr | Rijder           | Team    | Punten |
| --- | -- | ---------------- | ------- | ------ |
| 1   | 4  | Hiroshi Aoyama   | Honda   | 192    |
| 2   | 19 | Álvaro Bautista  | Aprilia | 176    |
| 3   | 58 | Marco Simoncelli | Gilera  | 165    |
| 4   | 40 | Héctor Barberá   | Aprilia | 133    |
| 5   | 75 | Mattia Pasini    | Aprilia | 100    |

### 125 cc
| Pos | Nr | Rijder         | Team    | Punten |
| --- | -- | -------------- | ------- | ------ |
| 1   | 60 | Julián Simón   | Aprilia | 185    |
| 2   | 18 | Nicolás Terol  | Aprilia | 132.5  |
| 3   | 38 | Bradley Smith  | Aprilia | 131.5  |
| 4   | 33 | Sergio Gadea   | Aprilia | 112    |
| 5   | 29 | Andrea Iannone | Aprilia | 109.5  |

2008 · 2009 · 2010 · 2011 · 2012 · 2013 · 2014 · 2015